# فوکر کی.۱
فوکر کی.۱ (به انگلیسی: Fokker K.I) یک هواپیمای ساختِ فوکر در کشور آلمان است . این هواپیما در ۱۹۱۵ میلادی نخستین پرواز خود را انجام داد.